# Tomentella variecolor
Tomentella variecolor är en svampart som beskrevs av Malençon 1952. Tomentella variecolor ingår i släktet Tomentella och familjen Thelephoraceae.   Inga underarter finns listade i Catalogue of Life.